# جورج سكوت (لاعب كريكت)
جورج سكوت (6 نوفمبر 1995 في المملكة المتحدة - ) (بالإنجليزية: George Scott)‏ هو لاعب كريكت بريطاني. لعب مع نادي مقاطعة ميدلسكس للكريكت ‏ وLeeds/Bradford MCC University ‏.

## وصلات خارجية
- جورج سكوت على موقع إي آس بي آن كريك إنفو (الإنجليزية)